# Zanthoxylum tomentellum
Zanthoxylum tomentellum är en vinruteväxtart som beskrevs av Joseph Dalton Hooker. Zanthoxylum tomentellum ingår i släktet Zanthoxylum och familjen vinruteväxter. Inga underarter finns listade i Catalogue of Life.